# Kirillov (Oblast' di Vologda)
Kirillov è una città della Russia occidentale, situata nell'oblast' di Vologda.